# 小畠武堯
小畠 武堯（おばたけ たけたか、? - 享保18年11月10日（1733年12月15日））は、江戸時代の伊勢崎藩士。通称は一之丞。農業用水である八坂用水（やさかようすい）の開削を指導した治水家である。贈位の際誤って通称を伴左衛門とされたが、実際には小畠伴左衛門は同姓の別人である。

## 生涯と業績
生年は不明。上野国伊勢崎藩の藩士の家に生まれ、第二代藩主の酒井忠告に仕えた。当時伊勢崎藩では、農業用水の不足から大規模な用水路の開削を決定し、武堯はその事業の責任者に任命された。元禄16年（1703年）の「分限帳」には江戸詰で知行150石との記載がある。宝永2年（1705年）に江戸表から国許へ移動となり、郡奉行として本格的に事業の指揮を執り始める。その中で、まず問題にあがったのが水源の確保であった。取水予定地が、隣藩である前橋藩の河川であったため交渉が難航し、一説では武堯みずから部下を率いて夜中に前橋領内へ侵入し、測量を行ったといわれている。しかし、伊勢崎藩は前橋藩の分家を立藩したものであるから事前の了解がなかったとは考えにくく、おそらくは事務的な折衝を粘り強く進めたことを誇張した伝承とみられる。そして、本事業における彼の最大の功績といわれるものが、八坂大樋（やさかおおとい）の建設であった。開削の経路を阻むように河川が流れていたため、これを越えて用水を引くことが最大の課題であった。これに対し、武堯は樋（とい）を架けることで問題を解決し、難工事の末に全長70メートルにも及ぶ屋根付きの八坂大樋を完成させた。その後宝永3年（1706年）に用水の全工事が完了する。通水当日には、武堯は菩提寺である善應寺（伊勢崎市）の本堂において死に装束を着て待機し、通水が失敗した場合は自害して責任をとろうと覚悟する。結果、通水は無事成功し、使者より報告を受けた武堯は、喜びのあまり死に装束のままその場で古舞を一曲舞ったと伝えられているが、史実ではないとみられている。この用水路は八坂用水と名づけられ、四百町歩にわたる農地を潤し、一部は現在に至るまで使用され続けている。その後、武堯は享保18年（1733年）に病没。大正7年（1918年）には、その多大な功績から従五位を追贈された。

## 関連史跡
- 小畠武堯の墓（伊勢崎市指定史跡[7]）　善應寺
- 小畠武堯顕彰碑　華蔵寺公園

## 八坂用水
八坂用水（やさかようすい）は、伊勢崎藩が小畠武堯に命じて開鑿させた農業用水路で、宝永3年（1706年）3月に完成した。前橋藩領の笂井村（現・前橋市笂井町）で桃木川から取水し、荒砥川・宮川・神沢川に樋をかけて伊勢崎藩領に入り、粕川に落とす。延長14.5キロメートル、堀幅3.3メートルで両側に砂置場があった。最大の難所は神沢川を越える樋で、東岸の八坂村にちなんで八坂樋と呼ばれ、これが用水そのものの名の由来ともなった。荒砥川を越える場所は十文字堰と呼ばれる。八坂用水は数ヶ月の建設期間で完成されたと言われており、多くの部分で既存の水路を利用したと考えられている。取水地が前橋藩領であったことから、伊勢崎藩領の村々だけでなく通過地の笂井村（現・前橋市笂井町）・増田村（上増田町・下増田町）・二ノ宮村（二之宮町）の水田も灌漑することが定められた。文化3年（1806年）時点では伊勢崎藩領内においては伊勢崎町・八坂村・安堀村・波志江村・太田村・宮下村・今泉村・茂呂村の8か村155町余を灌漑していた。
『伊勢崎風土記』には真壁村（現・渋川市北橘町真壁）から利根川を引水したと書かれるが、これは桃木川と混同があり、八坂用水の起点は笂井村である。また同書には八坂樋の長さを27丈（約80メートル）としているが、神沢川の川幅から言って27尺（約8メートル）が正確であるとみられる。
大正15年（1926年）竣工の佐波新田用水は、上流部では八坂用水を改修・拡幅して利用し、下流の境町・尾島町の灌漑に大きく寄与した。佐波新田用水開通に伴い八坂樋は利用されなくなった。